# Eugenia gyrosepala
Eugenia gyrosepala är en myrtenväxtart som beskrevs av Baker f.. Eugenia gyrosepala ingår i släktet Eugenia och familjen myrtenväxter. Inga underarter finns listade i Catalogue of Life.